# Elison Rivas
Elison David Rivas Mejía (ur. 20 listopada 1999 w Teli) – honduraski piłkarz występujący na pozycji lewego obrońcy, reprezentant Hondurasu, od 2023 roku zawodnik Realu España.